# Vaccin antirabic
Vaccinul antirabic este un vaccin folosit la prevenirea rabiei. Există câteva opțiuni care sunt atât sigure cât și eficiente. Acestea pot fi utilizate la prevenirea rabiei înainte și, pentru o perioadă de timp, după expunerea la virus cum ar fi o mușcătură de câine, vulpe sau liliac. După trei doze, imunitatea dezvoltată va fi de lungă durată. Vaccinul se face de obicei sub formă de injecție în piele sau în mușchi. Atât vaccinarea cât și imunoglobulina rabică sunt folosite după expunere. Este recomandată vaccinarea înainte de expunere a tuturor persoanelor care au un risc mai mare de expunere. Vaccinele au efect atât în oameni cât și în alte animale. Imunizarea câinilor este o metodă foarte efficientă de a preveni boala la oameni.
Acestea pot fi utilizate în condiții de siguranță pentru toate grupele de vârstă. Înroșirea și durerea pe o perioadă scurtă de timp la locul injectării poate apărea în circa 35-40% din cazuri. Între 5 și 15% dintre persoanele injectate cu vaccinul se pot prezenta cu febră, dureri de cap, sau greață. După expunerea la rabie, nu există nicio contraindicație în ceea ce privește utilizarea vaccinului. Majoritatea vaccinelor nu conțin thimerosal. Vaccinurile create din țesut nervos sunt utilizate în câteva țări, în mare parte în Asia și America Latină, însă sunt mai puțin eficiente și prezintă mai multe efecte secundare. Așadar, utilizarea acelor vaccinuri nu este recomandată de către Organizația Mondială a Sănătății.
La nivel mondial au fost vaccinate milioane de persoane și se estimează că acest lucru salvează mai bine de 250 000 de oameni pe an. Acest vaccin se află pe Lista medicamentelor esențiale ale Organizației Mondiale a Sănătății, cel mai important medicament recomandat pentru un sistem de sănătate. Costul pentru un curs de tratament în 2014 se afla între 44 și 78 USD. În Statele Unite un set de vaccin antirabic poate ajunge la mai bine de 750 USD.